# Olympische Sommerspiele 2004/Teilnehmer (Gambia)
| Gelbes Symbol für Goldmedaillen mit stilisierten Olympischen Ringen | Graues Symbol für Silbermedaillen mit stilisierten Olympischen Ringen | Braundes Symbol für Bronzemedaillen mit stilisierten Olympischen Ringen |
| ------------------------------------------------------------------- | --------------------------------------------------------------------- | ----------------------------------------------------------------------- |
| —                                                                   | —                                                                     | —                                                                       |

Gambia nahm an den Olympischen Sommerspielen 2004 in der griechischen Hauptstadt Athen mit zwei Athleten, einer Frau und einem Mann, teil.
Seit 1984 war es die sechste Teilnahme eines gambischen Teams bei Olympischen Sommerspielen.

## Teilnehmer nach Sportarten

### Leichtathletik
Frauen
- Adama Njie

- 800 Meter: trotz neuen Landesrekords von 2:10,02 min (= Platz 7) im ersten Vorlauf nicht für die Halbfinalläufe qualifiziert

Männer
- Jaysuma Saidy Ndure

- 100 Meter: mit neuem Landesrekord von 10,26 s (= Platz 3) im fünften von zehn Vorläufen direkt für die Viertelfinalläufe qualifiziert; mit 10,39 s (= Platz 8) im vierten von fünf Läufen des Viertelfinals ausgeschieden
- 200 Meter: mit 20,78 s (= Platz 5) im zweiten von sieben Vorläufen für die Viertelfinalläufe qualifiziert; mit 20,36 s (Platz 6) im vierten von vier Läufen des Viertelfinals ausgeschieden

## Funktionäre
- Präsident: Alhaji Abdoulie Dandeh-Njie
- Generalsekretär: Abdoulie M. Touray